# کارفرما
کارفرما یک شخصیت حقیقی یا شخصیت حقوقی است که یک طرف امضاکنندهٔ موافقت‌نامه یا قرارداد است و اجرای عملیات موضوع موافقت‌نامه و قرارداد را به پیمانکار یا مشاور واگذار می‌کند (سازمان یا گروهی که مسئولیت هدایت پروژه را برعهده می‌گیرد). جانشینان و نمایندگان قانونی کارفرما در حکم کارفرما محسوب می‌شوند.

## تعهدات کارفرما
- انتخاب مدیر پروژه
- تعریف نیازها، هدف‌ها، تصویب پروژه و راهبردها
- تصویب مراحل تکمیل پروژه
- اطمینان از در دسترس بودن منابع
- آموزش کارکنان
- کنترل پیشرفت پروژه در مقایسه با راهبردها
- تصویب تغییرات احتمالی
- تحویل و تصویب پروژه

براساس شرایط عمومی پیمان، تعهدات کارفرما معمولاً شامل موارد زیر است:
- پرداخت هزینه‌ها:
  - خرید زمین
  - هزینه‌های تهیهٔ طرح و نظارت (مهندس مشاور)
  - هزینه‌های اجرایی
  - هزینه‌های خرید انشعابات (برق، گاز، تلفن، آب و فاضلاب و غیره)
- انتخاب مهندسین مشاور: انتخاب مشاورین بر اساس نوع کار و طی مکاتبات و جلسات با سازمان مدیریت و برنامه‌ریزی
- تصویب مرحله اول (فاز ۱) و مرحله دوم (فاز ۲) کار مشاور: کارفرما طی زمانبندی خاص گزارش کار مشاور را بررسی و تصویب خواهد کرد.
- انتخاب پیمانکار
- تحویل زمین
- رسیدگی به صورت وضعیت موقت کار:
  - تعیین صورت وضعیت موقت توسط پیمانکار و دستگاه نظارت
  - ارسال صورت وضعیت موقت به کارفرما توسط دستگاه نظارت
  - کسر کسورات قانونی و پرداخت مبلغ باقی مانده قابل پرداخت به پیمانکار (کسورات قانونی مانند تخفیف پیمانکار در صورتی که پیمانکار نسبت به قیمتهای واحد یا کل درصد تخفیفی داده باشد، ده درصد بابت تضمین حسن انجام کار، اقساط پیش پرداخت، مالیات و حقوق دولتی، علی‌الحساب بیمه تأمین اجتماعی، اقساط بهای مصالح و لوازم و تجهیزات تحویلی از طرف کارفرما به پیمانکار، سایر پرداختهای قبلی اعم از علی‌الحساب و غیره)
- رسیدگی به صورت وضعیت قطعی کار: به محض انجام تحویل موقت کار تهیهٔ صورت وضعیت قطعی کارهای انجام شده توسط دستگاه نظارت به همراه نماینده کارفرما. صورت وضعیت قطعی مآخذ تسویه قطعی محاسبات می‌باشد.
- تحویل موقت کار
  - درخواست پیمانکار از دستگاه نظارت جهت تحویل موقت کار و معرفی نمایندهٔ خود برای عضویت در کمیسیون.
  - تعیین تاریخ آمادگی تحویل کار و تقاضای تشکیل کمیسیون تحویل موقت از کارفرما توسط دستگاه نظارت در صورت تأیید.
  - تشکیل کمیسیون تحویل در مدت ۲۰ روز از تاریخ آمادگی کار توسط کارفرما و اطلاع تارخ و مکان تشکیل کمیسیون به دستگاه نظارت و پیمانکار.
  - تهیهٔ آزمایش‌های لازم جهت تحویل کار توسط مشاور برنامه و ابلاغ به پیمانکار.
  - تنظیم صورت مجلس تحویل موقت و ارسال به کارفرما.
- تحویل قطعی کار: تعیین اعضای کمیسیون تحویل قطعی و تاریخ تشکیل کمیسیون توسط کارفرما و ابلاغ به پیمانکار. (هزینه‌های نگاهداری عملیات به عهدهٔ کارفرما می‌باشد ولی هزینه‌های ناشی از نقص عمل پیمانکار به عهدهٔ خود وی می‌باشد)
- پرداخت صورتحساب قطعی پیمان (و تعهد کارفرما به تحویل زمین به پیمانکار طبق صورت مجلس)

صورتحساب قطعی: مبلغ صورت وضعیت قطعی و مبالغی که براساس مواد موافقتنامه و شرایط عمومی و سایر اسناد منضم به موافقتنامه به این مبلغ اضافه یا از آن کسر می‌گردد.
(مآخذ تسویه حساب نهایی پیمانکار می‌باشد)

## اختیارات کارفرما
اختیارات کارفرما در برابر پیمانکار بر اساس شرایط عمومی پیمان و مقررات جاری ایران:
- موافقت با پیش پرداخت: پیش پرداخت مبلغی است که به عنوان حمایت از پیمانکار و کمک به راه اندازی کار پرداخت می‌گردد. کارفرما می‌تواند مقدار کار را تغییر دهد.
- تغییر مقادیر کار
- تغییر مدت موافقتنامه: به پیشنهاد دستگاه نظارت و با توجه به برنامه تفصیلی اجرایی. پس از تصویب کارفرما، به پیمانکار ابلاغ خواهد شد.
- ابلاغ کارهای جدید: کارفرما یا دستگاه نظارت به نمایندگی از او می‌توانند حین اجرای عملیات موضوع موافقتنامه، انجام کارهایی را به پیمانکار ابلاغ نمایند. چنانچه برای این قبیل کارها قیمتی در فهرست بهاء پیش‌بینی نشده باشد، پیمانکار موظف است بلافاصله پس از وصول چنین دستوراتی تعیین قیمت واحد هر کار را کتباً از دستگاه نظارت تقاضا کند.
- تعلیق کار: به صورت موقت و حداکثر تا ۳ ماه
- خاتمه دادن به پیمان (ختم پیمان):

پیش از اتمام کار، کارفرما می‌تواند بدون آنکه تقصیری متوجه پیمانکار باشد بنابر مصلحت خود یا عللی دیگر تصمیم به ختم قرارداد بگیرد.
- کسر جرائم تأخیر: اگر پیمانکار در خاتمه مدت موافقتنامه تأخیر داشته باشد جرائمی به او تعلق خواهد گرفت
- فسخ پیمان (خلع ید):
  - تاخیرهای غیرمجازی که از ناحیه پیمانکار رخ داده باشد.
  - رها کردن کارگاه بدون سرپرست یا تعطیل کردن کار بدون اجازه کارفرما و بدون علل قبلی و بیش از ۱۵ روز
  - انتقال موافقتنامه به شخص ثالث بدون اجازه کارفرما
  - عدم توانایی مالی یا فنی پیمانکار برای انجام کار طبق برنامه پیشرفت عملیات به تشخیص دستگاه نظارت.
  - انحلال شرکت پیمانکار
  - ورشکستگی پیمانکار